# Белка (приток Порусьи)
Бе́лка — река в Старорусском районе Новгородской области. Длина — 20 км.
Принадлежит бассейну Балтийского моря. Берёт начало в лесном болоте; в 1 км южнее деревни Радча (Пробужденское сельское поселение) слева впадает в Порусью.
Русло Белки извилисто, в районе деревни Теремово (единственный населённый пункт, расположенный на Белке) пересекается автодорогой Старая Русса—Холм.